# 白鳥とコウモリ
『白鳥とコウモリ』（はくちょうとコウモリ）は、東野圭吾による日本の小説。長編小説。『小説幻冬』（幻冬舎）2017年2月号から2021年2月号まで連載された7編をもとに加筆のうえ長編に再編し、2021年4月7日に同社から単行本が刊行された。2024年4月3日には上下巻に分冊のうえ、幻冬舎文庫版が刊行された。
ある善良な弁護士の殺人事件を捜査する中で浮かび上がった容疑者が、弁護士殺害と33年前に愛知で発生した金融業者殺害を自供したことで、容疑者の供述に疑念を抱く被害者の娘と容疑者の息子が真実を追い求める姿が描かれる。
東野圭吾の作家生活35周年記念作品で、刊行当時、著者本人が「新たなる最高傑作」と認め、特設サイトに次の直筆メッセージを寄せている。
2024年11月1日に続編となる『架空犯』（かくうはん）が幻冬舎より刊行された。

## あらすじ
2017年11月1日、港区で車内から刺殺体が発見された弁護士・白石健介の事件を捜査する警視庁捜査一課の刑事・五代努は、白石の事務所に電話していた男・倉木達郎を訪ねるため、愛知県三河安城に向かう。捜査を重ねる中で、倉木は突然、33年前の岡崎での金融業者の殺害と白石の殺害の自供を始める。事件は解決したかに見えたが、白石の娘・美令と倉木の息子・和真がそれぞれの父に対する疑念を抱き真相を探り始める。2017年の東京と1984年の愛知で交錯する「告白」が新たな謎を呼び起こし、人々をさらに複雑な迷宮へと誘っていく。

## 登場人物

### 主要人物
五代 努（ごだい つとむ）
捜査一課強行犯係。38歳。「港区海岸弁護士殺害及び死体遺棄事件」の捜査に当たる。
「この世の女は全員名女優」が持論。
白石 健介（しらいし けんすけ）
殺害事件の被害者。弁護士。55歳。竹芝桟橋近くに路上駐車された車の後部座席で、腹部を刺された遺体で発見される。
冤罪被害者の遺族への遺産分与を相談をされた倉木達郎に罪を公表して謝罪すべきと責め立てたため、倉木に殺害されたとされる。
倉木達郎（くらき たつろう）
殺害事件の容疑者。元自動車メーカー子会社社員。66歳。10月2日に白石法律事務所に電話をかけた履歴から捜査線上に浮上する。
33年前の愛知の金融業者と白石弁護士の殺害を「すべて、私がやりました。すべての事件の犯人は私です」と自供する。
白石 美令（しらいし みれい）
白石健介の娘。27歳。総合医療機関「メディニクス・ジャパン」の受付係。元キャビンアテンダント。彫りの深い洋風の美人。
父が達郎を責めたて追い詰めたという供述や、冤罪被害者の遺族への贖罪を考える達郎が父を殺害したことに疑念を抱く。
倉木 和真（くらき かずま）
倉木達郎の息子。33前後。大手広告代理店のエリート広告マン。高円寺にあるマンションで一人暮らし。
父が33年前に金融業者を殺害したこと、その罪が暴露されるのを恐れ白石も殺害したという父の供述に疑念を抱く。

### 警視庁
中町（なかまち）
五代とコンビを組む所轄の刑事。巡査。28歳。背が高く精悍な顔つき。淡々と物事に当たるタイプ。
筒井（つつい）
捜査一課強行犯係。警部補。弁護士殺害事件の特捜本部で鑑識捜査を仕切る。若白髪が目立つ角ばった顔。
桜川（さくらかわ）
捜査一課強行犯係長。五代の直属の上司。

### 弁護士殺害事件
2017年11月1日に東京で発生した「港区海岸弁護士殺害及び死体遺棄事件」。

#### 被害者の関係者
白石 綾子（しらいし あやこ）
健介の妻。54歳。小柄で日本的な顔立ち。誠実な人柄の夫が人から恨まれることはないと断言する。
長井 節子（ながい せつこ）
白石法律事務所のアシスタント。40前後の眼鏡をかけた女性。
望月（もちづき）
九段の大手法律事務所で働く健介の後輩弁護士。殺害裁判に被害者参加制度で美令たちが関われるよう、佐久間を紹介する。
佐久間 梓（さくま あずさ）
望月が美令たちに紹介した女性弁護士。30代半ば。ショートヘアーに黒縁の大きな眼鏡の小柄な女性。
元検事で、被害者参加制度で支援すれば犯罪被害者の思いを裁判でより汲み取れると考え、弁護士に転身している。
今橋（いまはし）
弁護士殺害裁判を担当する検事。40代半ばほど。広い額と高い鼻が特徴的。
浜口 徹（はまぐち とおる）
健介の大学時代からの友人。有名な生命保険会社の常務取締役。
新美 ヒデ（にいみ ヒデ）
幼い健介と一緒に写真に写る老婦人。元小学校の教師。
白石 晋太郎（しらいし しんたろう）
健介の父（美令の祖父）。商社マンであったが、健介が小学生のころに交通事故で他界する。

#### 容疑者の関係者
倉木 千里（くらき ちさと）
達郎の亡き妻。1999年に白血病に倒れ、その数年後に死去する。
堀部 孝弘（ほりべ たかひろ）
弁護士殺害裁判で達郎の代理人を務める国選弁護人。50歳より少し手前くらい。銀縁眼鏡をかけた四角い顔。小太りであまり背は高くない。
吉山（よしやま）
安城市篠目にある和真の実家（達郎の自宅）の隣人。達郎とは自動車メーカー子会社の同僚でもあった。
天野 良三（あまの りょうぞう）
「天野法律事務所」の弁護士。白髪。
富永（とみなが）
豊田中央大学病院化学療法科の医師。

### 金融業者殺害事件
1984年5月15日に発生した「東岡崎駅前金融業者殺害事件」の関係者。
灰谷 昭造（はいたに しょうぞう）
金融業者。当時51歳。名古屋鉄道東岡崎駅近くの雑居ビルの一室に構える「グリーン商店」で胸を刺され殺害される。
金の現物まがい商法を手口とした詐欺事件「東西商事事件」の残党に、悪徳商法の標的にできそうな人物を紹介していた。
福間 淳二（ふくま じゅんじ）
浅羽洋子の夫。当時44歳。豊川市にある「フクマ電器店」の店主。故人。灰谷の仲介でパラジウムの先物取引に手を出していた。
灰谷の殺害事件から3日後に灰谷への暴行容疑で別件逮捕され、その4日後、警察署の留置場で首吊り自殺を図る。
浅羽 洋子（あさば ようこ）
達郎が客として年数回の頻度で通う門前仲町の小料理店「あすなろ」の経営者。70歳前後。愛知県瀬戸出身。
夫の福間淳二が亡くなり、殺人犯の家族と非難されるようになると豊川市から上京し「あすなろ」を開業する。
浅羽 織恵（あさば おりえ）
浅羽洋子の娘。40前後。母と二人で「あすなろ」を切り盛りする。
離婚歴があり、中学2年の息子が別れた夫と暮らしている。
安西 弘毅（あんざい こうき）
浅羽織恵の元夫。財務省秘書課課長補佐。40代半ば。鼻が高く顎が細い。清潔感のある短く刈り込んだ髪。
安西 知希（あんざい ともき）
浅羽織恵と安西弘毅の息子。中学2年生。父の再婚相手の継母と、継母と父の間に生まれた妹、弟と暮らしている。
坂野 雅彦（さかの まさひこ）
灰谷の甥（灰谷の妹の息子）。当時20歳過ぎで、金融業者「グリーン商店」の電話番を任されていた。
山下（やました）、吉岡（よしおか）
福間を灰谷殺害の容疑で取り調べた警部補と巡査部長。厳しい取り調べをすることで有名なコンビだった。
村松 重則（むらまつ しげのり）
元刑事。72歳。33年前、所轄の刑事一係の巡査部長として、金融業者殺害事件の現場に一番に臨場している。
片瀬（かたせ）
愛知県警地域課の刑事。30歳前後。33年前の金融業者殺害事件の関係者を探す五代に協力する。

### その他
山田 裕太（やまだ ゆうた）
町工場の工員。1年前、勤めていたカラオケ店の店長への傷害、窃盗の容疑で逮捕されるが、白石の弁護で執行猶予付きの判決が下される。
山上（やまがみ）
大手広告代理店の社員。和真の直属の上司。SNSで達郎による殺人事件や和真の個人情報が流出し、会社にも伝わっていると和真に告げる。
雨宮 雅也（あまみや まさや）
大手広告代理店の社員。和真と同期入社の最も親しくしている友人。長髪で口の上に薄っすら髭を生やしている。
藤岡（ふじおか）
永大通りにある自転車店の店主。50歳前後。小柄だががっしりした体格。「あすなろ」の常連客。
南原（なんばら）
フリーの記者。無精髭に日に焼けた顔。達郎が白石殺害だけでなく、時効が成立した金融業者殺害事件の犯人と週刊誌で記事にする。
水口（みずぐち）
健介がインプラントの治療を受けていた歯科医院の医師。
富岡（とみおか）
合併前の常滑市で鬼崎町と呼ばれていた漁港の町の老人。元漁師で真っ黒に日焼けし、がっしりとした体格。

## 書誌情報
- 単行本：幻冬舎、2021年4月7日発売、ISBN 978-4-344-03773-1
- 文庫本（上）：幻冬舎文庫、2024年4月3日発売、ISBN 978-4-344-43370-0
- 文庫本（下）：幻冬舎文庫、2024年4月3日発売、ISBN 978-4-344-43371-7

| タイトル     | 初出                     |
| ------------ | ------------------------ |
| 迷宮への誘い | 『小説幻冬』2017年02月号 |
| いばらの道   | 『小説幻冬』2018年10月号 |
| 蚊帳の中へ   | 『小説幻冬』2019年07月号 |
| 歪んだ交差   | 『小説幻冬』2020年03月号 |
| 不穏な共鳴   | 『小説幻冬』2020年11月号 |
| 光と影       | 『小説幻冬』2020年12月号 |
| 迷宮の果てに | 『小説幻冬』2021年02月号 |